# Färla, Martin Bengtssons ätt
Färla, Martin Bengtssons ätt är en medeltida frälseätt från Småland. Martin nämns tidigast 1336. Han dog 1353 eller 1354. Han var gift med Ragnhild, dotter till Gjurd Nilsson (Oxenstjärna). De hade sönerna Gjurd och Björn.
Vapen: två korslagda färlor